# Aziatisch-Oceanisch kampioenschap korfbal 2010
Het Aziatisch-Oceanisch kampioenschap korfbal 2010 was de achtste editie van dit toernooi. 
In vergelijking met het vorige toernooi (2004) is het deelnemersveld vergoot van 7 naar 8 deelnemers, het grootste deelnemersveld tot nu toe in dit toernooi.
Nieuwkomers in dit toernooi zijn Zuid Korea en Pakistan.

## Deelnemers
- Hongkong (gastland)
- Chinees Taipei (titelverdediger)
- China
- Nieuw-Zeeland
- India
- Australië
- Zuid-Korea
- Pakistan

## Hoofdtoernooi

### Poule A
| Land           | Win | Gel | Ver | DV  | DT  | +/−  | Pnt |
| -------------- | --- | --- | --- | --- | --- | ---- | --- |
| Chinees Taipei | 3   | 0   | 0   | 108 | 47  | +61  | 6   |
| China          | 2   | 0   | 1   | 65  | 45  | +20  | 4   |
| India          | 1   | 0   | 2   | 91  | 60  | +31  | 2   |
| Pakistan       | 0   | 0   | 3   | 32  | 144 | −112 | 0   |

| Datum   | Plaats | Land           | Score   | Land     |
| ------- | ------ | -------------- | ------- | -------- |
| 3 april | China  | Chinees Taipei | 21 - 9  | China    |
| 3 april | China  | India          | 60 - 1  | Pakistan |
| 4 april | China  | Chinees Taipei | 38 - 15 | India    |
| 4 april | China  | China          | 35 - 8  | Pakistan |
| 5 april | China  | Chinees Taipei | 49 - 23 | Pakistan |
| 5 april | China  | China          | 21 - 16 | India    |

### Poule B
| Land          | Win | Gel | Ver | DV | DT | +/− | Pnt |
| ------------- | --- | --- | --- | -- | -- | --- | --- |
| Hongkong      | 3   | 0   | 0   | 61 | 36 | +25 | 6   |
| Australië     | 2   | 0   | 1   | 75 | 38 | +37 | 4   |
| Nieuw-Zeeland | 1   | 0   | 2   | 38 | 49 | −11 | 2   |
| Zuid-Korea    | 0   | 0   | 3   | 20 | 71 | −51 | 0   |

| Datum   | Plaats | Land          | Score   | Land          |
| ------- | ------ | ------------- | ------- | ------------- |
| 3 april | China  | Australië     | 19 - 20 | Hongkong      |
| 3 april | China  | Nieuw-Zeeland | 16 - 7  | Zuid-Korea    |
| 4 april | China  | Australië     | 23 - 10 | Nieuw-Zeeland |
| 4 april | China  | Hongkong      | 22 - 5  | Zuid-Korea    |
| 5 april | China  | Australië     | 33 - 8  | Zuid-Korea    |
| 5 april | China  | Hongkong      | 19 - 12 | Nieuw-Zeeland |

### Knock-outfase
| Datum   | Plaats | Land           | Score   | Land       | Voor plek     |
| ------- | ------ | -------------- | ------- | ---------- | ------------- |
| 7 april | China  | India          | 34 - 5  | Zuid-Korea | 5 / 6 / 7 / 8 |
| 7 april | China  | Nieuw-Zeeland  | 34 - 8  | Pakistan   | 5 / 6 / 7 / 8 |
| 7 april | China  | Chinees Taipei | 27 - 16 | Australië  | 1 / 2 / 3 / 4 |
| 7 april | China  | Hongkong       | 19 - 24 | China      | 1 / 2 /3 / 4  |

| Datum   | Plaats | Land           | Score   | Land          | Voor plek |
| ------- | ------ | -------------- | ------- | ------------- | --------- |
| 8 april | China  | Zuid-Korea     | 27 - 10 | Pakistan      | 7 / 8     |
| 8 april | China  | India          | 24 - 10 | Nieuw-Zeeland | 5 / 6     |
| 8 april | China  | Australië      | 24 - 19 | Hongkong      | 3 / 4     |
| 8 april | China  | Chinees Taipei | 27 - 19 | China         | 1 / 2     |

## Eindstand van het toernooi
| Plaats op ranglijst | Team           |
| ------------------- | -------------- |
| Goud                | Chinees Taipei |
| Zilver              | China          |
| Brons               | Australië      |
| 4                   | Hongkong       |
| 5                   | India          |
| 6                   | Nieuw-Zeeland  |
| 7                   | Zuid-Korea     |
| 8                   | Pakistan       |

| Kampioen van 2010 |
| ----------------- |
| Chinees Taipei    |